# Stijn Schaars
Stefanus Johannes Schaars (* 11. ledna 1984, Gendt, Nizozemsko), známý jako Stijn Schaars, je bývalý nizozemský fotbalový záložník a reprezentant, který ukončil svou kariéru 1. července 2019 v týmu SC Heerenveen.

## Trenérská kariéra
Od roku 2020 působil jako asistent trenéra v mládežnických soutěžích nizozemského týmu PSV Eindhoven, od 1. července 2022 do 2. července 2023 zde působil jako hlavní trenér, od 3. července 2023 je asistentem trenéra hlavního týmu. Od 30. srpna 2021 do 30 června 2022 působil jako asistent trenéra nizozemské reprezentace do 21 let.

## Klubová kariéra
V Nizozemsku hrál profesionálně za kluby Vitesse a AZ Alkmaar. S Alkmaarem vyhrál v sezóně 2008/09 ligovou soutěž Eredivisie a v roce 2009 také Johan Cruijff Schaal (nizozemský Superpohár).
V letech 2011–2013 hrál v portugalském klubu Sporting Lisabon. 13. července 2013 se vrátil do Nizozemska, zamířil do klubu PSV Eindhoven. PSV za něj a jeho kolumbijského spoluhráče Santiago Ariase Naranju zaplatil Sportingu 1,6 milionu eur.

## Reprezentační kariéra

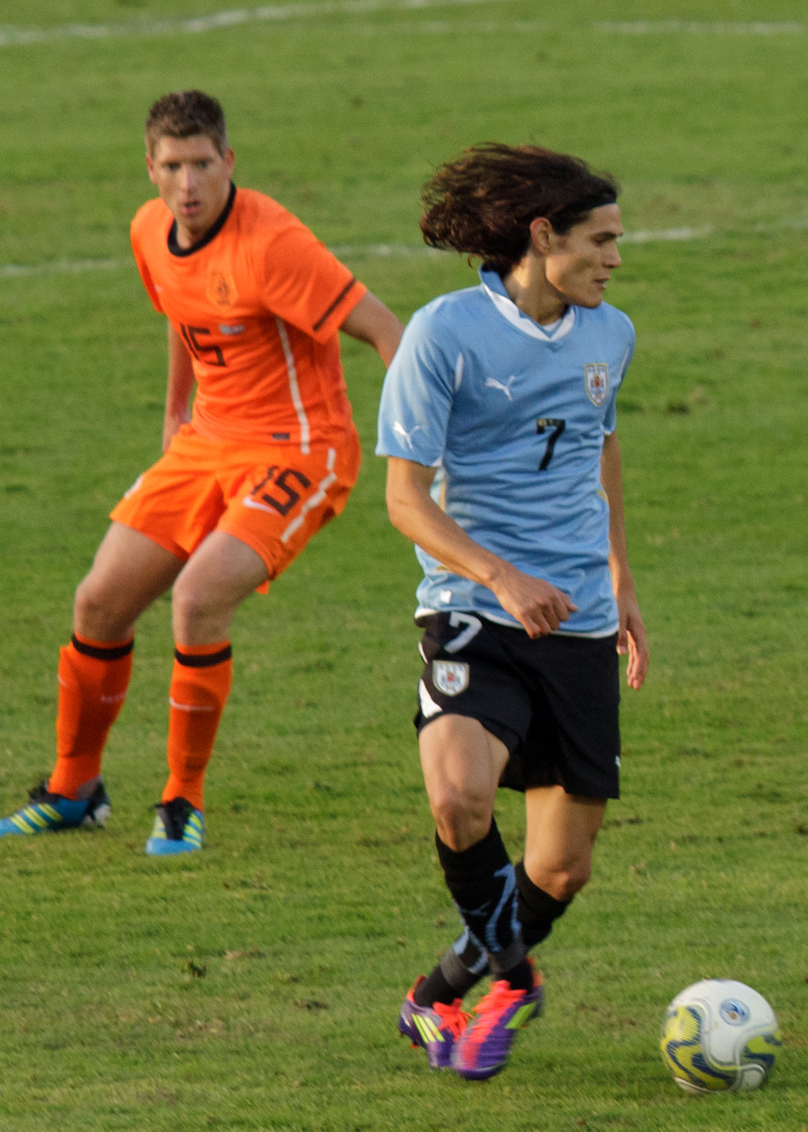
Stijn Schaars v oranžovém dresu nizozemské reprezentace, před ním hraje míč uruguayský útočník Édinson Cavani.

Schaars byl členem nizozemských mládežnických výběrů. Zúčastnil se Mistrovství Evropy hráčů do 21 let 2006 v Portugalsku, kde mladí Nizozemci vybojovali svůj první titul v této věkové kategorii, když porazili ve finále Ukrajinu 3:0. Na tomto turnaji byl kapitánem a nastoupil ve všech pěti zápasech.
V nizozemském reprezentačním A-mužstvu debutoval v přátelském zápase proti Irsku 16. srpna 2006 v Dublinu, kde Nizozemsko zvítězilo 4:0.
Nizozemský reprezentační trenér Bert van Marwijk jej nominoval na Mistrovství světa 2010 v Jihoafrické republice, kde Nizozemsko získalo stříbrné medaile po porážce 0:1 ve finále se Španělskem.

### EURO 2012
Van Marwijk jej vzal i na Mistrovství Evropy 2012 v Polsku a na Ukrajině, kde Nizozemsko prohrálo v základní skupině B všechny tři zápasy (v tzv. „skupině smrti“ postupně 0:1 s Dánskem, 1:2 s Německem a 1:2 s Portugalskem) a skončilo na posledním místě. Schaars ale nezasáhl ani do jednoho zápasu.